# No Gold for Kalsaka
No Gold for Kalsaka (en francés: Pas d'or pour Kalsaka) es un documental de Burkina Faso de 2019 escrito y dirigido por Michel K.Zongo y coproducido con Florian Schewe.

## Sinopsis
Desde hace mucho tiempo, en el país africano de Burkina Faso, la gente de la pequeña aldea de Kalsaka había extraído y utilizado oro para su sustento económico. Sin embargo, con la llegada de una corporación minera multinacional británica, todo cambió. La comuna del pueblo, sin embargo, dirigida por Jean-Baptiste, lucha duro para recuperar lo que le pertenece.

## Producción
El rodaje se realizó en la provincia de Yatenga, Burkina Faso. Fue producido por Michel K. Zongo para Diam Production [bf] y Florian Schewe para Film Five GmbH.

## Reconocimientos
Obtuvo una nominación a la categoría de Mejor Documental en los Premios de la Academia del cine africano 2019.

## Recepción
Fue estrenada el 15 de noviembre de 2019, en colaboración con el Festival Internacional de Documentales de Montreal por Cinema Política Concordia en Quebec. Fue catalogada como una de las películas que están cambiando el mundo y su estreno se programó para otoño de 2020 en República  Checa por One World.